# Martin Chren
Martin Chren (* 2. ledna 1984 Zlaté Moravce) je bývalý slovenský profesionální fotbalista, který hrával na pozici levého obránce. Svoji hráčskou kariéru ukončil v létě 2022, a to v klubu FC ViOn Zlaté Moravce.

## Klubová kariéra
Svoji profesionální fotbalovou kariéru začal v FC ViOn Zlaté Moravce, kam přišel v roce 2005 z dorostu. Vypracoval se na kapitána týmu.

V červnu 2015 se zapojil do přípravy slovenského prvoligového týmu FO ŽP ŠPORT Podbrezová. Krátce poté se stal hráčem rakouského třetiligového klubu SV Horn.